# Paletot

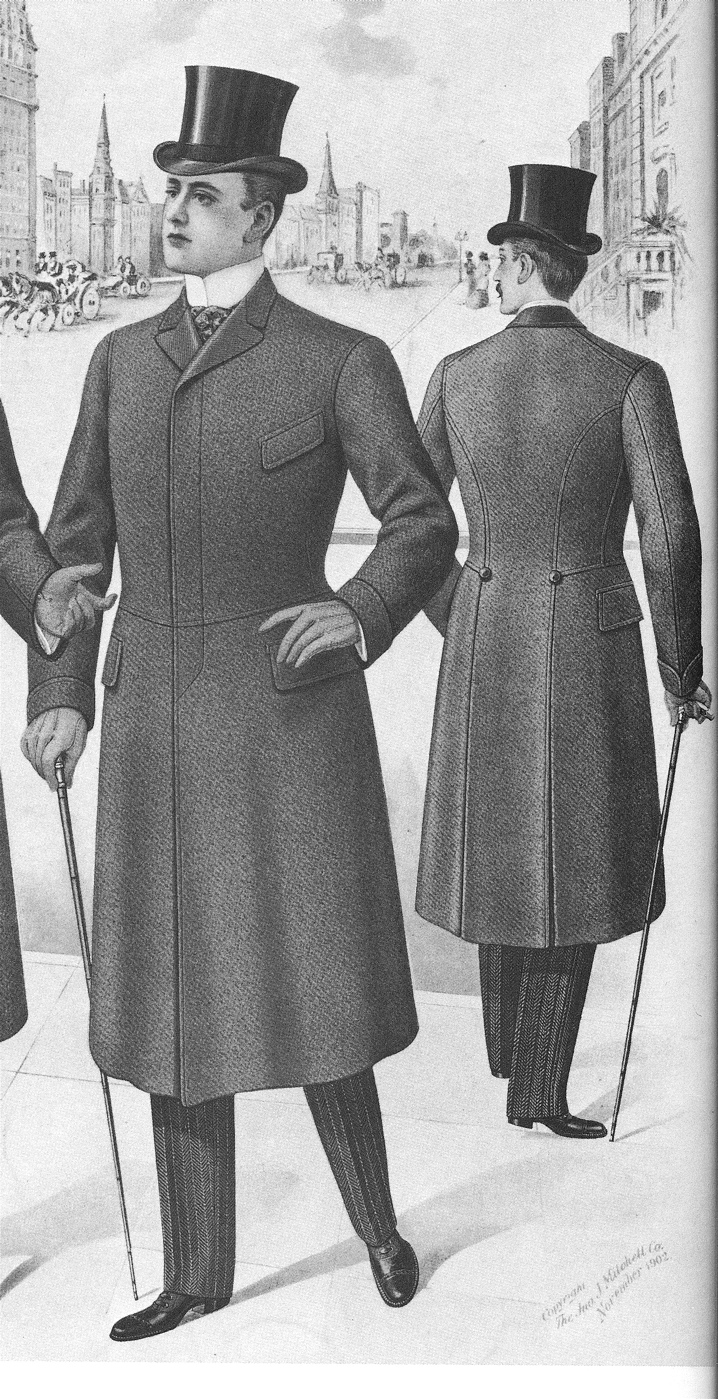
Einreihiger Paletot, mit verdeckter Knopfleiste (1903)

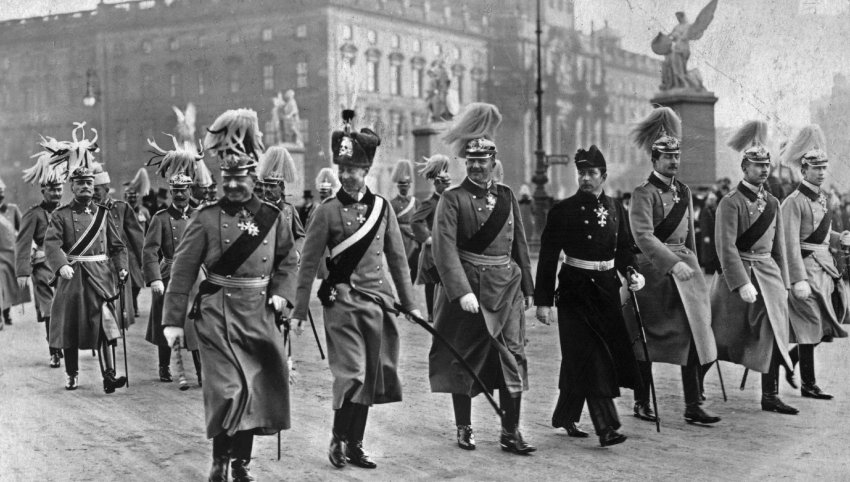
Kaiser Wilhelm II. (vorne links) und seine Söhne, alle im Paletot, 1913. Prinz Adalbert (Mitte) in blauer Marineversion

Ein Paletot (französisch paletot, etwa „Obergewand“) ist ein taillierter, dreiviertellanger (also ein knapp über die Knie reichender) leichter Wettermantel. Die Bezeichnung Paletot geht vermutlich auf das anglo-normannische paletok für „Strohhaufen“ zurück. Damit könnte ein Strohumhang gemeint gewesen sein, vielleicht ähnlich dem bis heute in Japan gebräuchlichen Mino.
Der Paletot kam um 1840 auf und war zunächst zweireihig. Späterer Modelle gab es auch einreihig, fallweise mit verdeckter Knopfleiste. Als Uniformmantel oft mit buntem Steh(-umfall-)kragen, als Zivilversion oft ein anzugähnliches Revers. Der Paletot ist aus ungemusterten Wollstoffen gearbeitet. Der Kragen des Zivilmodells ist manchmal mit Samt besetzt und kann fallweise schmaler als das Revers sein. Die Taschen sind entweder schräg oder waagerecht angesetzt. Im 18. Jahrhundert entsprach der zivile Paletot dem Stil des darunter getragenen Anzuges.
In Frankreich bezeichnete Paletot allgemein einen Herrenmantel, ab etwa 1860 auch eine bestimmte Art eines Damenmantels. Die zuletzt noch in der Pelzbranche übliche, allgemeine Bezeichnung Paletot für eine lange Damenpelzjacke wurde seit etwa vor 2000 zunehmend durch den in der Textilbranche üblichen Begriff Kurzmantel abgelöst.
Im der preußischen Armee und später im kaiserlichen Heer war der zweireihige Paletot den Offizieren und Fähnrichen vorbehalten, die ihn statt des einreihigen Mantels der Mannschaften anlegten. Ebenso trugen ihn Polizeioffiziere sowie höhere Beamte. Er war mit den napoleonischen Kriegen aufgekommen und glich dem französischen Redingote. Typisch waren die hohen Rollumschläge, die blanken Knöpfe sowie die geschweiften Taschenleisten im Gesäßbereich. Ab den 1880er Jahren besaß der Militärpaletot Seitentaschen mit Taschenklappen. Bei späten Modellen sorgten im Rücken eine Quetschfalte und zwei zusammengeknöpfte Taillengurte für eine bequemere Passform. Bei den meisten Truppenteilen war der Paletot anfangs dunkelblau, seit 1893 aber hellgrau. Die Farbe des Stehkragens (später Umlegekragen) war mit jener des Waffenrockkragens identisch. Seit Dezember 1893 wurden am Paletot Achselstücke getragen. Im Kriegsjahr 1915 ersetzte der feldgraue Einheitsmantel den Paletot dienstgradübergreifend.